# Believe (FlashForward)
«Believe» es el noveno episodio de la primera temporada de la serie de televisión FlashForward, de la cadena ABC. Fue escrito por los guionistas Nicole Yorkin y Dawn Prestwich y dirigido por Michael Nankin. Fue transmitido en Estados Unidos y Canadá el 19 de noviembre de 2009.

## Argumento
Un mes antes del misterioso desmayo que paralizó al mundo, Bryce recibió una dramática noticia que se convirtió en la verdadera razón para querer quitarse la vida. Pero las emociones que le provocaron su flashforward, le hicieron cambiar radicalmente de opinión. Ahora, dispuesto a encontrar a la joven japonesa que estaba en su flashforward, viajará a Tokio. 
Y Demetri y sus compañeros descubren que existe una grabación de la llamada misteriosa que le anunciaba su futura muerte. Harán todo lo posible por hacerse con la grabación, ya que podría ayudarles a descubrir el origen de la llamada. 
Por otra parte, Mark tras descubrir el sms anónimo que recibió Olivia que decía que él volverá a beber, comienza a investigar quien pudo ser el responsable. Además Aaron comienza a preocuparse por la conducta autodestructiva que lleva su hija. Teme que Tracy tenga problemas con el alcohol.